# Clay Pinney
Clayton W. „Clay“ Pinney (* 30. Mai 1946; † 1. November 2022) war US-amerikanischer Spezialeffektkünstler.

## Leben
Pinney begann seine Karriere Anfang der 1980er Jahre und hatte sein Spielfilmdebüt 1983 mit Carl Reiners Komödie Der Mann mit zwei Gehirnen. 1992 war er für Ron Howards Actionfilm Backdraft – Männer, die durchs Feuer gehen gemeinsam mit Mikael Salomon, Allen Hall und Scott Farrar für den Oscar in der Kategorie Beste visuelle Effekte nominiert, die Auszeichnung ging in diesem Jahr jedoch an James Camerons Science-Fiction-Film Terminator 2 – Tag der Abrechnung. Auch bei den BAFTA Film Award war Backdraft – Männer, die durchs Feuer gehen in der Kategorie Beste visuelle Effekte Terminator 2 – Tag der Abrechnung unterlegen. 1997 gewann er gemeinsam mit Volker Engel, Douglas Smith und Joe Viskocil den Oscar für Roland Emmerichs Independence Day. Bei den BAFTA Film Awards war Independence Day jedoch Jan de Bonts Twister unterlegen.
2014 wurde Pinney gemeinsam mit John Frazier und Chuck Gaspar für die Entwicklung einer pneumatischen Vorrichtung, mit der Autos zum Überschlagen gebracht werden können, mit dem Oscar für technische Verdienste ausgezeichnet.

## Filmografie (Auswahl)
- 1983: Der Mann mit zwei Gehirnen (The Man with Two Brains)
- 1985: Zum Teufel mit den Kohlen (Brewster’s Millions)
- 1986: Star Trek IV: Zurück in die Gegenwart (Star Trek IV: The Voyage Home)
- 1987: Die Hexen von Eastwick (The Witches of Eastwick)
- 1988: Falsches Spiel mit Roger Rabbit (Who Framed Roger Rabbit)
- 1991: Backdraft – Männer, die durchs Feuer gehen (Backdraft)
- 1991: Bugsy
- 1992: Toys
- 1996: Independence Day
- 1998: Godzilla
- 2003: Matrix Reloaded (The Matrix Reloaded)
- 2006: Die Super-Ex (My Super Ex-Girlfriend)
- 2007: Next
- 2009: Star Trek
- 2011: Green Lantern
- 2013: Man of Steel
- 2014: Robocop

## Auszeichnungen (Auswahl)
- 1992: BAFTA-Film-Award-Nominierung in der Kategorie Beste visuelle Effekte für Backdraft – Männer, die durchs Feuer gehen
- 1992: Oscar-Nominierung in der Kategorie Beste visuelle Effekte für Backdraft – Männer, die durchs Feuer gehen
- 1997: BAFTA-Film-Award-Nominierung in der Kategorie Beste visuelle Effekte für Independence Day
- 1997: Oscar in der Kategorie Beste visuelle Effekte für Independence Day
- 2014: Oscar für technische Verdienste für die Entwicklung der Pneumatic Car Flipper Technik